# Francis Morand
 (mars 2020).
Pour les articles homonymes, voir Morand.
Francis Morand, né le 25 mars 1915 à Lodève (Hérault) et mort le 11 avril 1945 à Melk (Autriche), est un militaire, gendarme, résistant, arrêté et déporté.

## Biographie

### Origines familiales

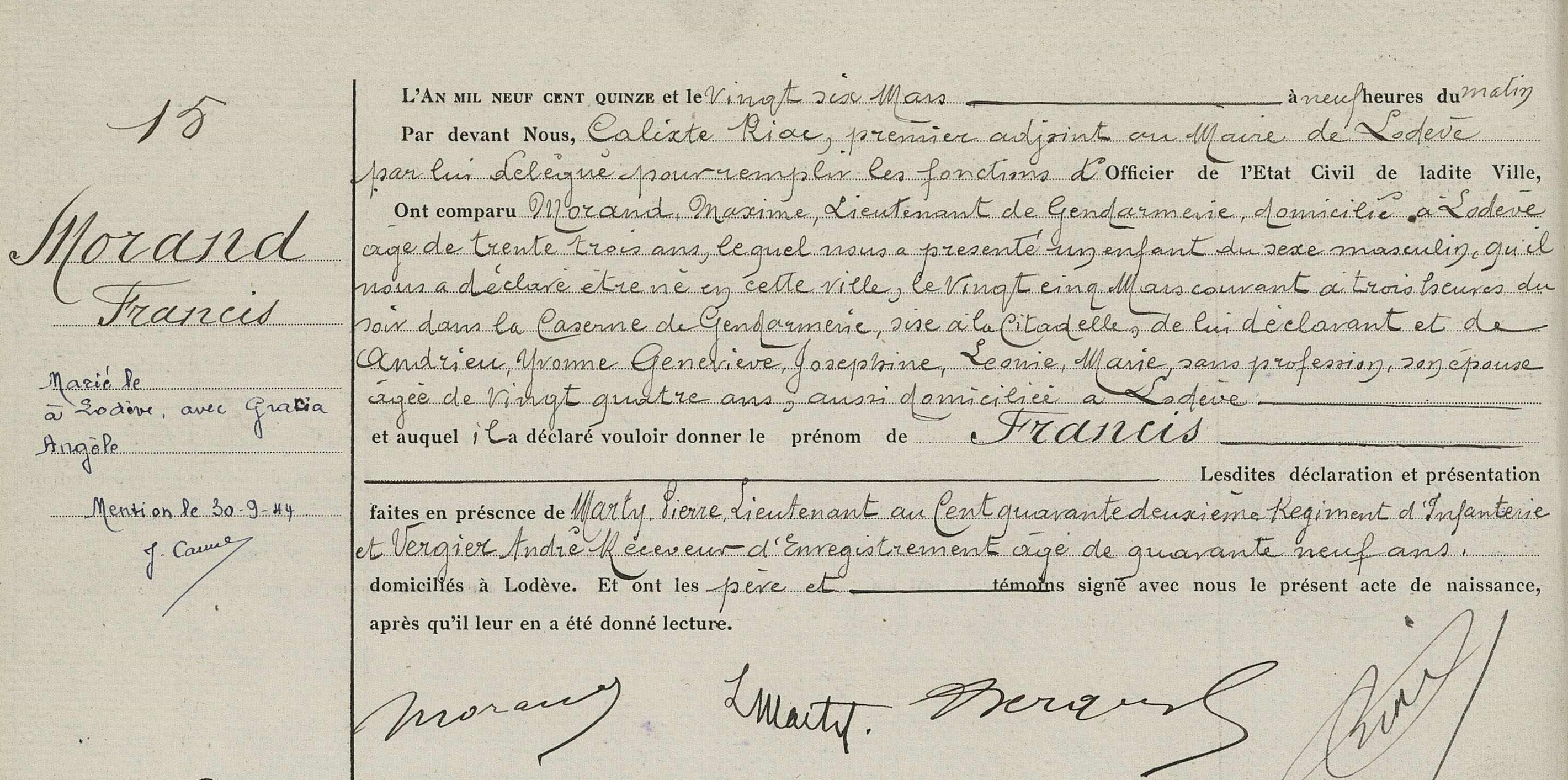
Acte de naissance de Francis Morand ; document conservé aux Archives départementales de l’Hérault, sous la cote FRAD034_3E_146_098_00102_Morand.

Francis Morand est né le 25 mars 1915 à la caserne de gendarmerie de Lodève de Maxime Morand, lieutenant de gendarmerie, et de Yvonne Morand, née Andrieu.

### Scolarité

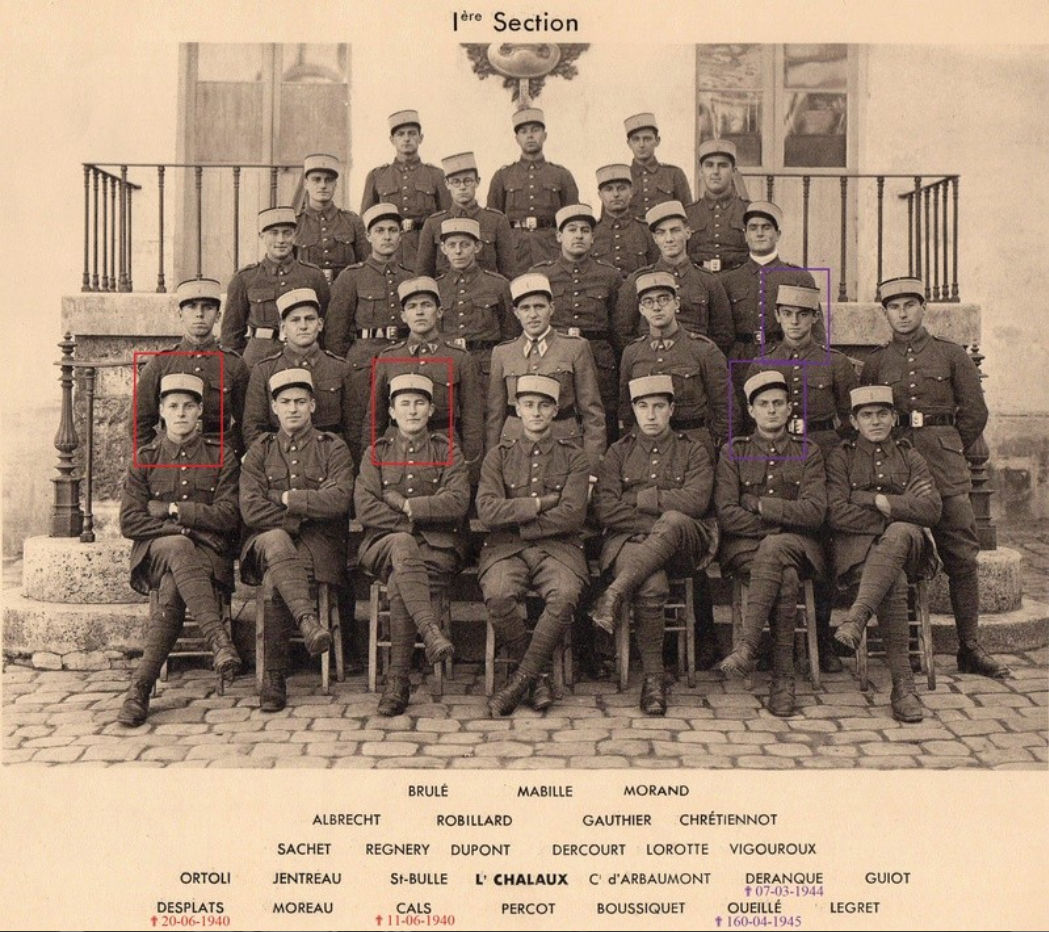
de l'École de Saint-Cyr, promotion Maréchal Lyautey 1935-1937.

Il est scolarisé à Evreux puis au lycée Hoche de Versailles. À la suite du concours de 1935, il est admis à l'École spéciale militaire de Saint-Cyr (promotion Maréchal Lyautey-1935-1937).

### Carrière militaire

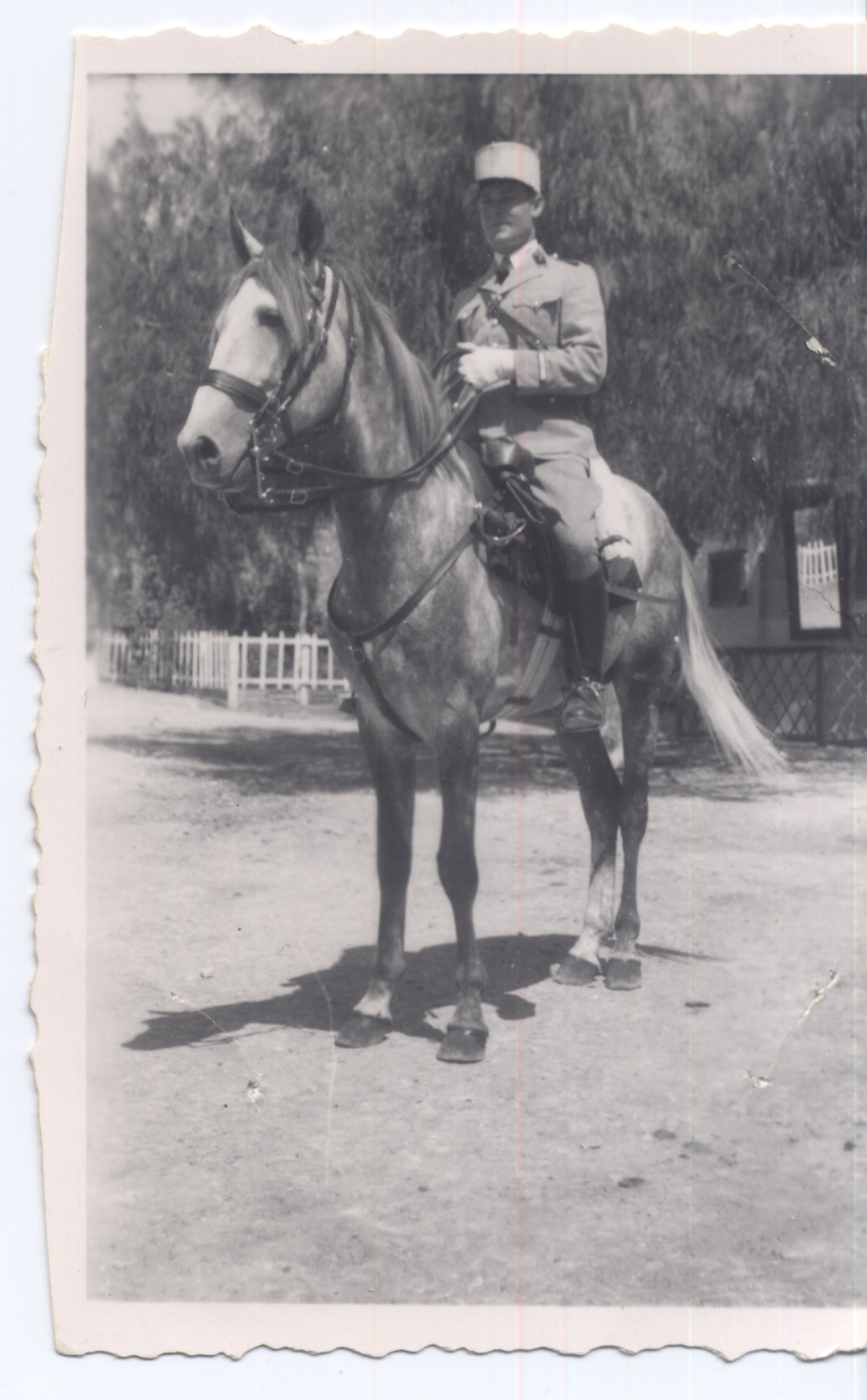
Francis Morand, probablement vers 1937 à l'École de Cavalerie de Saumur

En 1937, il quitte l'école spéciale militaire de Saint Cyr pour rejoindre l’École de cavalerie de Saumur, qu’il terminera en juillet 1938.
Il est nommé lieutenant le 1er octobre 1938 et est affecté au 2e régiment de chasseurs d'Afrique à Mascara (Algérie), puis à la 4e Légion de la Garde en avril 1942, période durant laquelle il participe à la Résistance. Promu capitaine le 25 décembre 1943, il est affecté à la Direction Générale de la Garde à Vichy.
Le 22 décembre 1943, il épouse Angèle Gracia à Lodève.

### Engagement dans la résistance
C'est à cette période qu'il s'engage dans la résistance : « Le général Perré a laissé toute latitude à Robelin pour constituer son équipe. Celui-ci s'entoure d'un groupe de gradés de la garde dont il connaît le passé, dont les opinions le rassurent.[...] Francis Morand et Paul Vincent, ces deux derniers devenant ses agents de liaison personnels. »
« Le capitaine Morand noue ses autres contacts avec le délégué militaire occulte de la région 6, Maurice de Courson de La Villeneuve, alias Pyramide[...] [en réalité, Alexandre de Courson de la Villeneuve ] ».
Les documents (ordres de missions, avis d'impôts) permettent de retracer ponctuellement ses affectations, mais pas de dater précisément son entrée dans la résistance, ni les motivations qui l'y ont amené :
- novembre 1941 : Francis Morand est Lieutenant à Marseille de la 2e Légion de la Garde.
- 1er janvier 1942 : Francis Morand est résident à l'Hôtel Corona, Rue des Feuillants, à Marseille dans les Bouches-du-Rhône
- 1er janvier 1943 : Francis Morand est résident à l'Hôtel Savoy, Rue du Théâtre, à Clermont-Ferrand, dans le Puy-de-Dôme.
- 1er janvier 1944 : Francis Morand est résident à l'Hôtel Richemond, Avenue Thermale, à Vichy, dans l'Allier.

### Arrestation et déportation
Francis Morand est arrêté le 6 juillet 1944. (« Morand donne en effet dans la ratière tendue à Clermont, le 6 juillet. Bouclé. »).
Il est transféré à Clermont-Ferrand (« C'est dans cette ville [Clermont-Ferrand] que les officiers de la garde sont transférés le 9 juillet. A la caserne d'Assas, Rue Pélissier, où Francis Morand est déjà incarcéré ».).
Il est interrogé au siège de la Gestapo, villa René, avenue de Royat à Chamalières et est torturé pendant plusieurs jours. (« Le lendemain [le 10 juillet 1944], Robelin et Morand, les seuls qui aient été placés en isolement, chacun cloîtré dans un mitard, sont emmenés séparément à Chamalières, villa René, avenue de Royat, siège du SD [ Sicherheitsdienst ] »).
« On saura, plus tard, que Morand aura enduré plusieurs volées de tortures [...]. Que Kaltseiss se sera occupé en personne de Robelin. Que les deux victimes n'auront rien reconnu, avoué. »
Le 30 août 1944, il est déporté au camp de concentration de Natzweiler. Devenu le matricule 26648, il reste peu de temps au camp, Natzweiler étant évacué début septembre. Francis Morand est transféré le 4 septembre au camp de concentration de Dachau où il est reçoit le matricule 95171.
Il est transféré ensuite le 14 septembre 1944 au camp de concentration de Mauthausen (Autriche). Il y arrive le 16 septembre 1944 et reçoit le matricule no 98722.
Transféré le 21 septembre à Melk, il y meurt de maladie le 11 avril 1945 ,.
(« Morand séjourna quelque temps dans cette même annexe [Melk, une "succursale" de Mauthausen] ; lui s'éteindra à l'infirmerie de Mauthausen  »).
Il est homologué en tant que Résistant au titre des F.F.I. (Forces Françaises de l'Intérieur), des F.F.C. (Forces Françaises Combattantes)  et des D.I.R. (Déportés et Internés de la Résistance).

## Décorations et hommages

### Décorations
Par décret du 31 mars 1947, publié au Journal officiel de la République française le 29 janvier 1948, il obtient la Médaille de la Résistance.
Le 12 janvier 1949, il est cité à titre posthume à l'ordre du corps d'armée.  Cette citation comporte l'attribution de la Croix de Guerre avec étoile de vermeil.

### Hommages
A Lodève, une place lui est dédiée (43° 43′ 56″ N, 3° 19′ 01″ E) : la place du capitaine-Francis-Morand.
Lors de la rénovation de la gendarmerie de Lodève, il est proposé de lui donner son nom.